# Association of Independent Methodists
Association of Independent Methodists (AIM) är en teologiskt konservativ amerikansk metodiströrelse, bildad 1965 av avhoppare från United Methodist Church.
AIM har sitt högkvarter och skolan Wesley Biblical Seminary i Jackson, Mississippi.
Man är medlem av Christian Holiness Partnership.